# Colegio Nacional de Educación Profesional Técnica
El Colegio Nacional de Educación Profesional Técnica (Conalep) es una institución educativa pública de nivel medio superior en México. Fue fundada en 1978 por José Antonio Padilla Segura. Su misión tiene como propósito formar a estudiantes profesionales técnicos y profesionales técnicos bachiller por medio de un modelo basado en competencias, además de ofrecer varias carreras de estudio para especializarse. Es reconocido como centro de capacitación, evaluación y certificación de competencias laborales y servicios tecnológicos.

## Historia
La institución fue fundada en 1978 por decreto presidencial como una organización pública descentralizada del gobierno federal, con su propia personalidad jurídica y sus propios bienes por el ingeniero y político mexicano José Antonio Padilla Segura. Es una institución educativa del nivel secundario superior que forma parte del Sistema Nacional de Educación Tecnológica. Su principal objetivo esta orientado a la formación de profesionales técnicos, egresados de secundaria.

#### Conalep SPP
El Conalep SPP fue un plantel de Conalep ubicado entre las calles de Iturbide y Humbolt, en el centro histórico de Ciudad de México. Dicha sede se derrumbó durante el terremoto de México 8.1 grados en escala de Richter del 19 de septiembre de 1985. En esta escuela las clases normalmente daban inicio a las 7 de la mañana en punto, por lo cual ya se encontraban los alumnos en clase. Algunos datos indican que en este edificio fallecieron alrededor de 120 personas y algunos desaparecidos. Literalmente este edificio se partió en dos, la parte que daba a la calle de Humbolt quedó de pie y la parte que daba a la calle de Iturbide se desplomó cayendo piso sobre piso y jalando el edificio hacia dicha calle.

#### Actualidad

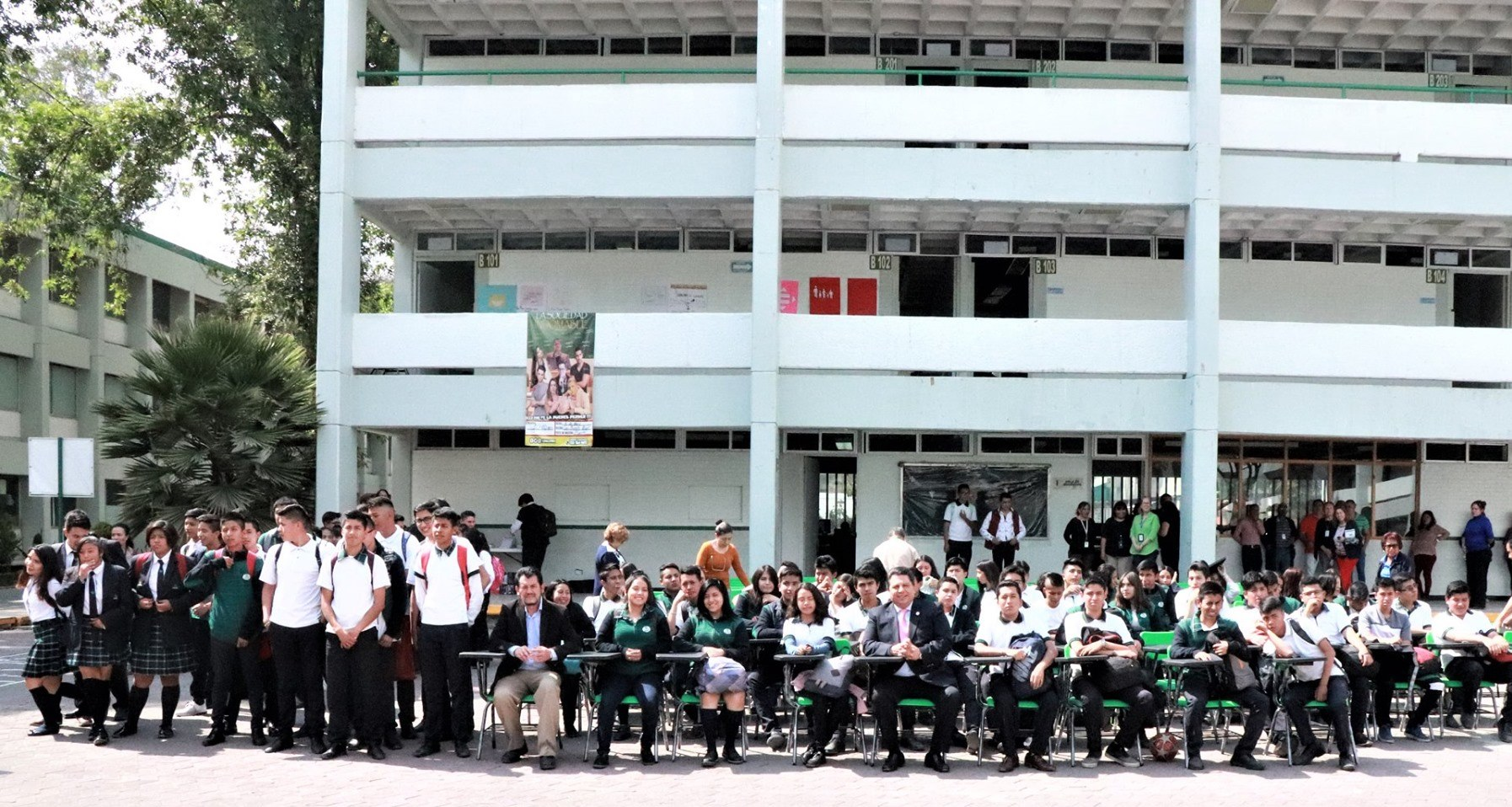
Alumnos del plantel Ing. Bernardo Quintana Arrioja, en marzo de 2020.

En 1994, la institución adoptó el esquema de educación basada en normas de competencia (EBNC), iniciando la reforma de su modelo educativo en congruencia con dicho enfoque. En 1998, se emprendió un proyecto para la acreditación de planteles como centros de evaluación de competencias laborales con el propósito de impulsar la  evaluación de competencias adquiridas a lo largo de la vida, con el referente en normas técnicas de competencia laboral (NTCL).
En 2003, se llevó a cabo una nueva reforma académica, con la cual se innovó y consolidó la metodología de la educación y capacitación basada en competencias contextualizadas (ECBCC). Para ello, se incorporó de manera generalizada en los programas de estudio el concepto de competencias contextualizadas.

## Expo talento
La institución realiza la llamada «Expo talento», una convención donde estudiantes de diferentes planteles pertenecientes a Conalep, presentan proyectos realizados por ellos ante empresarios, público en general y estudiantes de varios planteles asistentes. Esta es llevada a cabo en el Estado de México, la primera fue en 2018 y se realizó una segunda edición en 2019.
En 2020, la convención fue llevada a cabo de forma virtual debido a la pandemia de COVID-19 en el país.

## Directores

### Generales
El fundador de la institución fue José Antonio Padilla Segura y fungió como el primer director general.
- 5 de diciembre de 2018-5 de diciembre de 2022: Enrique Ku Herrera[20]
- 13 de diciembre de 2023-2024: Manuel Espino[20][21]
- 19 de marzo de 2024-presente: Arturo Pontifes Martínez[5]

### Por Estado
El director general de la institución dentro del Estado de México es Enrique Mendoza Velázquez, designado en el año 2017.

## Oferta educativa
La oferta educativa de la institución se compone de 54 carreras profesionales, las cuales están agrupadas en 6 áreas de capacitación ocupacional y se imparten a lo largo de todo el territorio nacional en 308 escuelas. La carrera elegida se cursa en 3 años y al momento de egresar se otorga un título profesional que avala al estudiante como profesional técnico bachiller, una cédula profesional y el certificado de estudios de nivel medio superior (preparatoria).

## Galería

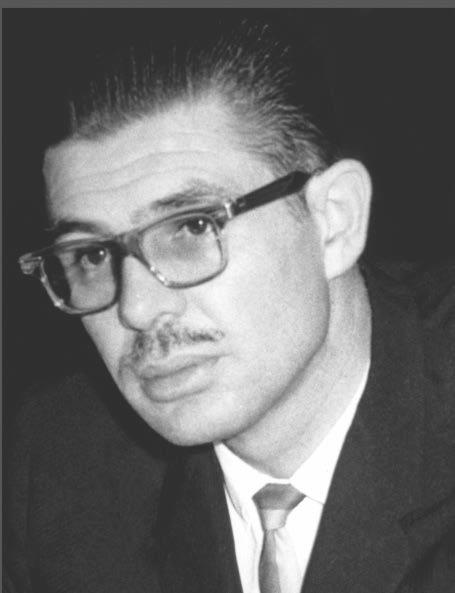
Primer director y fundador de Conalep, José Antonio Padilla Segura.
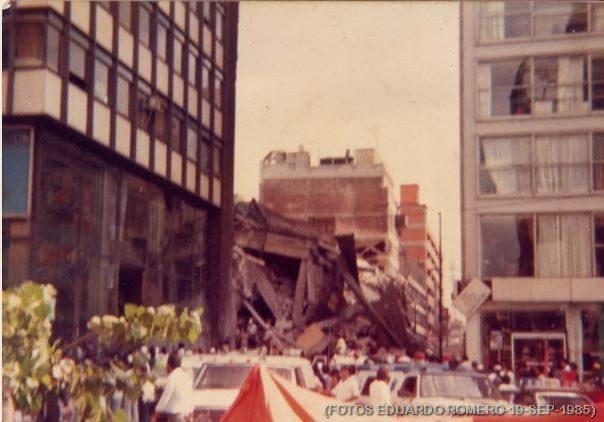
Ruinas del edificio Conalep SPP tras el terremoto en México de 1985.
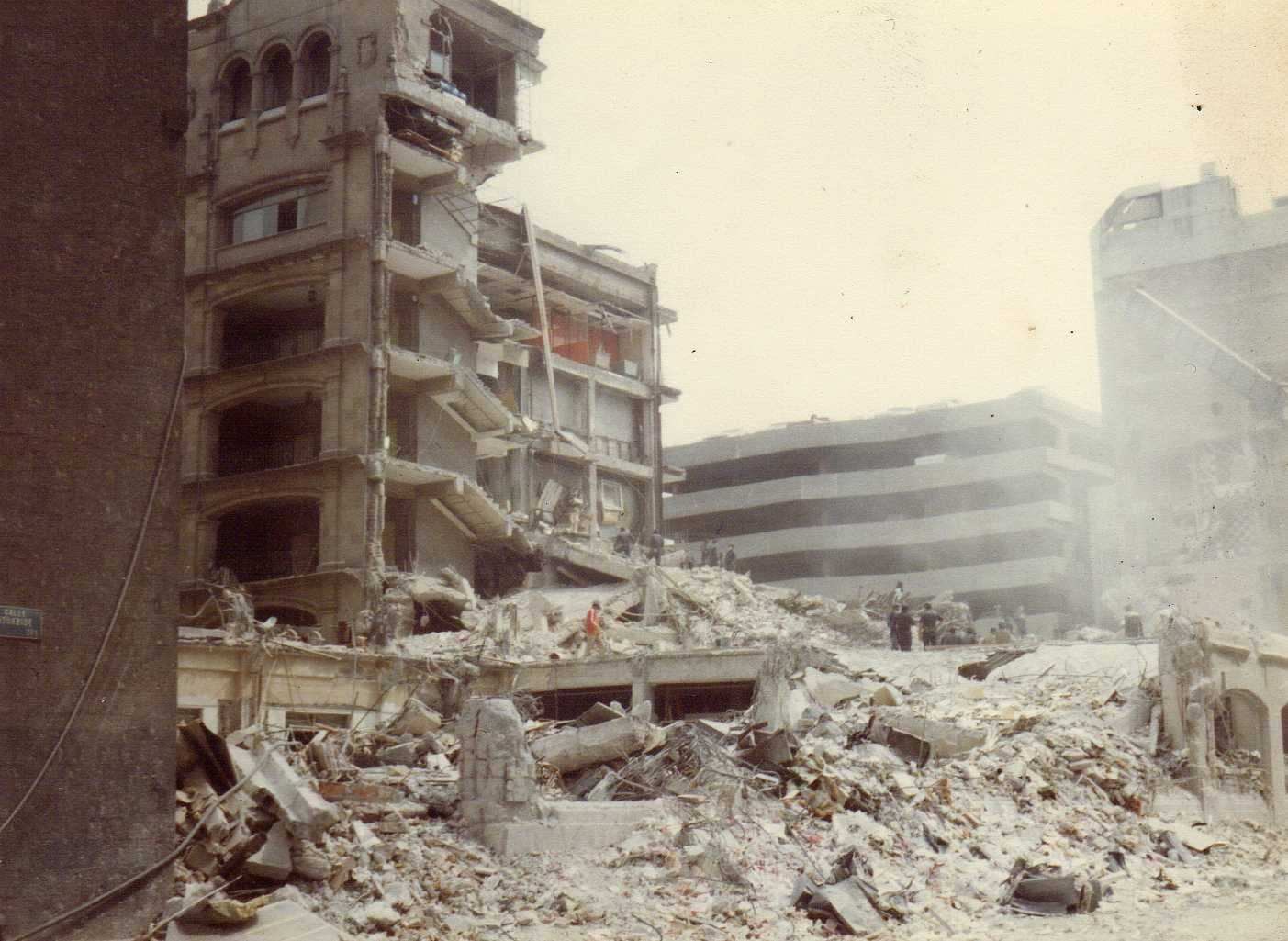
Acercamiento a las ruinas del edificio Conalep SPP en septiembre de 1985.
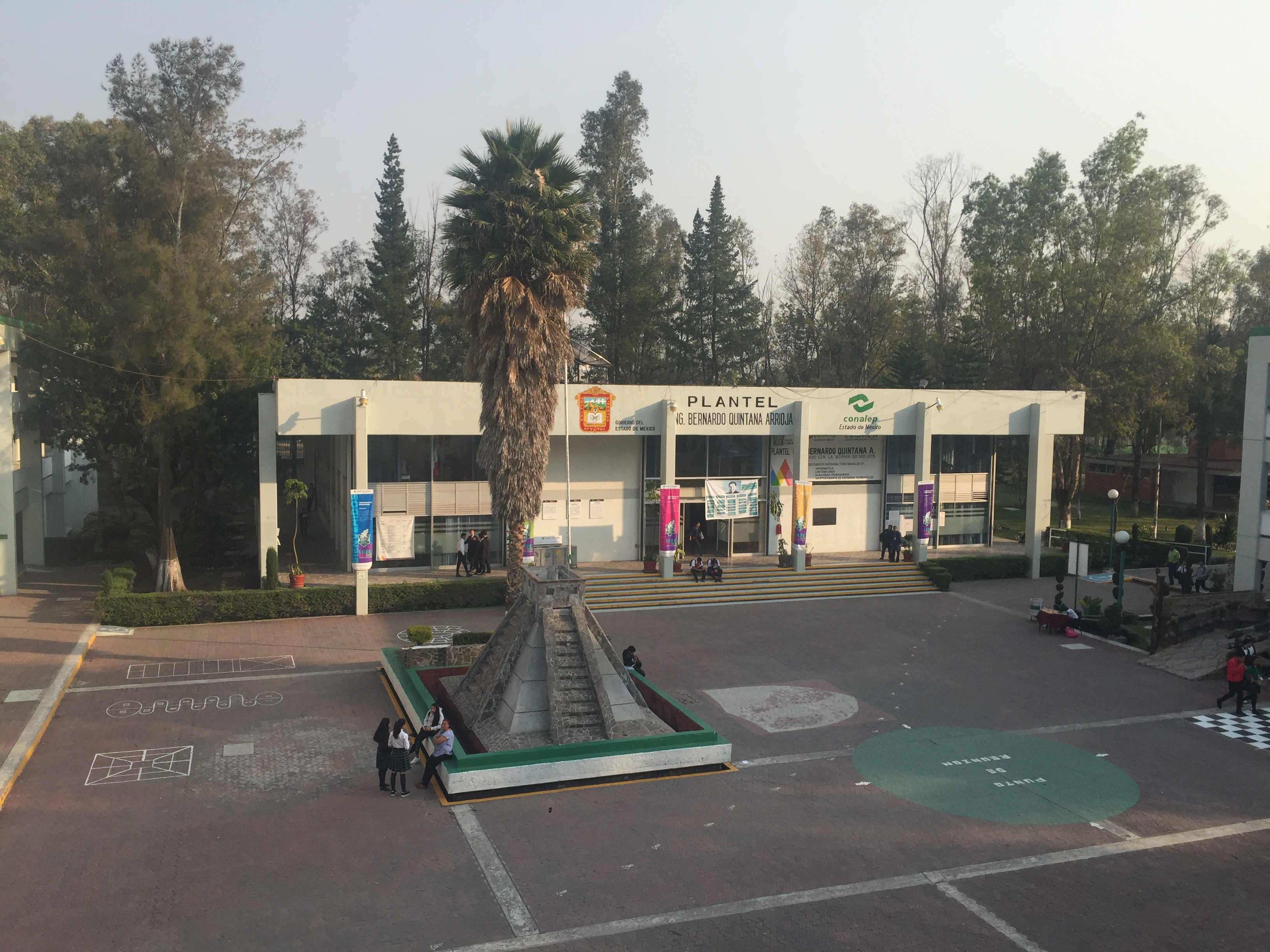
Plantel de Conalep, Ing. Bernardo Quintana Arrioja, ubicado en el Estado de México, Cuautitlán Izcalli.
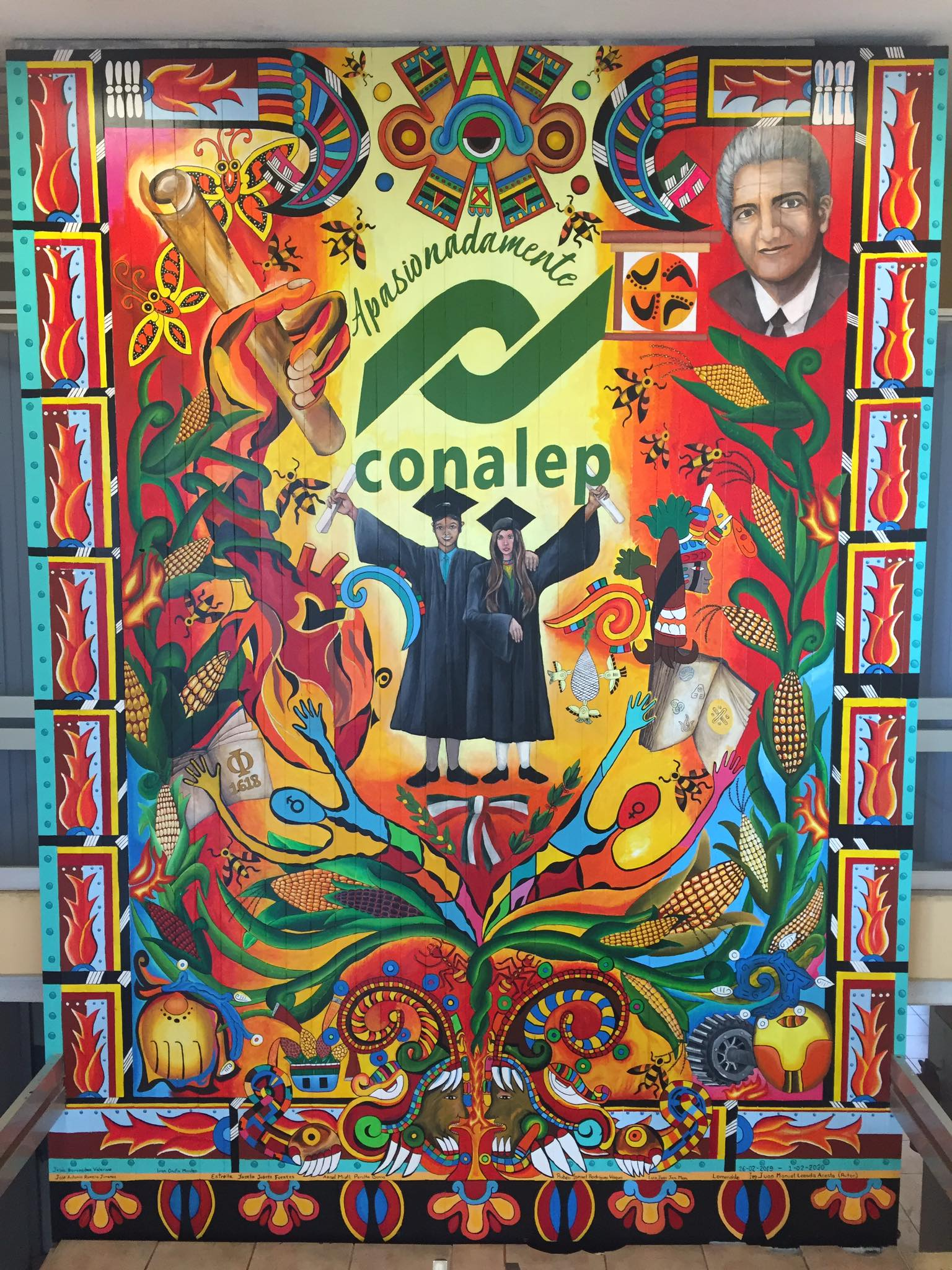
Mural en el plantel Conalep Ing. Bernardo Quintana Arrioja, el cual muestra un retrato del ingeniero civil Bernardo Quintana (esquina superior derecha).